# Municipio de Union (condado de Delaware, Iowa)
El municipio de Union (en inglés: Union Township) es un municipio ubicado en el condado de Delaware en el estado estadounidense de Iowa. En el año 2010 tenía una población de 279 habitantes y una densidad poblacional de 3,62 personas por km².

## Geografía
El municipio de Union se encuentra ubicado en las coordenadas 42°20′34″N 91°18′47″O / 42.34278, -91.31306. Según la Oficina del Censo de los Estados Unidos, el municipio tiene una superficie total de 77.13 km², de la cual 77,11 km² corresponden a tierra firme y (0,02 %) 0,02 km² es agua.

## Demografía
Según el censo de 2010, había 279 personas residiendo en el municipio de Union. La densidad de población era de 3,62 hab./km². De los 279 habitantes, el municipio de Union estaba compuesto por el 99,28 % blancos, el 0,36 % eran asiáticos y el 0,36 % eran de una mezcla de razas. Del total de la población el 0 % eran hispanos o latinos de cualquier raza.